# Павлов, Георгий Васильевич
Гео́ргий Васи́льевич Па́влов (22 января [4 февраля] 1910 — 29 июня 2003) — советский лётчик военно-морской авиации, участник Великой Отечественной войны, Герой Советского Союза (6.03.1945). Генерал-майор авиации (31.05.1954).

## Молодость и начало службы
Родился 22 января (4 февраля) 1910 года в Коломне, в семье главного бухгалтера Коломенского паровозостроительного завода. Русский.
Детство провёл в городе Ряжске, куда переехала семья Павловых в 1916 году. Окончил 7 классов церковно-приходской школы. С января 1928 года по июнь 1929 года работал молотобойцем в частной кузнечной мастерской в Ряжске, затем с сентября 1929 года по август 1931 года работал в Ленинграде на телефонном заводе «Красная Заря» слесарем, где в 1931 году был принят в члены ВКП(б). С сентября 1931 года по июнь 1932 года учился на первом курсе Ленинградского политехнического института имени М. И. Калинина, после сдачи весенней сессии был призван на военную службу.
На Красном Флоте с июня 1932 года по спецнабору ЦК ВКП(б). С июня 1932 года по декабрь 1935 года учился в Ленинградской военно-теоретической школе лётчиков ВВС РККА, которую окончил по специальности «военный лётчик». В 1936 году окончил Военную школу лётчиков и лётчиков-наблюдателей морской и сухопутной авиации имени И. В. Сталина в Ейске. С февраля 1936 года служил в ВВС Черноморского флота: младший лётчик и старший лётчик в 123-й авиаэскадрилье, с апреля 1938 года командовал звеном в 328-й эскадрилье, с апреля 1939 — командир отряда в 17-й авиационной эскадрилье. С декабря 1940 года по март 1942 года учился в Военно-морской академии имени К. Е. Ворошилова в Ленинграде.

## Великая Отечественная война
В марте 1942 года окончил ускоренный курс академии и направлен для подготовки кадров в Военно-морское авиационное училище имени И. В. Сталина, которое тогда работало в эвакуации в Моздоке.  Участник Великой Отечественной войны с мая 1942, когда был направлен в 46-й авиационный полк ВМФ (с июля 1943 — 46-й штурмовой авиационный полк) ВВС Черноморского флота. Весной 1943 года с полком был переброшен в ВВС Северного флота. Воевал заместителем командира эскадрильи, с января 1943 — командиром авиаэскадрильи, с июля 1943 — помощником командира полка, в апреле 1944 года назначен командиром этого полка. До марта 1943 года полк воевал на Чёрном море и участвовал в обороне Новороссийска, с мая 1943 года полк участвовал в обороне Заполярья, в октябре 1944-го — в Петсамо-Киркенесской операции. Павлов Г. В. первым на Северном флоте овладел и применил на флоте топмачтовое бомбометание. Обучил лётчиков этому искусству, что помогало с успехом топить немецкие грузовые корабли, танкеры, а главное, спасти жизнь лётчикам. Сам научился и обучил других лётчиков летать «вслепую» — в плохих погодных условиях и ночью.
14 сентября 1943 года самолёт Г. В. Павлова был подбит. Совершил вынужденную посадку на воду. Вместе со стрелком-радистом Гусевым 12 часов продержался в Баренцевом море на резиновой шлюпке при температуре воды +4 С°, пока их не обнаружил катер. Всего к середине октября 1944 года майор Г. В. Павлов  совершил более 53 боевых вылетов на штурмовике Ил-2, потопил миноносец, 2 транспорта и танкер, повредил сторожевой корабль противника. Полк под его командованием потопил 132 корабля и судна врага. 5 лётчиков полка стали Героями Советского Союза.
«За образцовое выполнение боевых заданий командования на фронте борьбы с немецко-фашистскими захватчиками и проявленные при этом отвагу и геройство» указом Президиума Верховного Совета СССР от 6 марта 1945 года майору Павлову Георгию Васильевичу присвоено звание Героя Советского Союза с вручением ордена Ленина и медали «Золотая Звезда» (№ 5073).

## Послевоенная служба
После окончания войны до июля 1946 года продолжал командовать полком на Северном флоте. В 1946 году продолжил прерванное войной обучение в Военно-морской академии имени Ворошилова, которую окончил в 1949 году. С января 1951 года командовал 51-м минно-торпедным авиаполком ВВС 4-го ВМФ, с мая 1950 года был заместителем командира 4-го ВМФ на Балтике. С ноября 1951 года — командир 89-й минно-торпедной авиадивизии ВВС 5-го ВМФ на Тихом океане, генерал-майор авиации (1954). С сентября 1956 года — начальник 8-го Лётно-испытательного центра в Научно-испытательном институте № 15 ВМФ СССР в Феодосии. Руководил лётными испытаниями самолётов, вертолётов и различного авиавооружения для морской авиации. С 1 июня 1959 года генерал-майор авиации Г. В. Павлов уволен в запас.
Жил в городе Люберцы Московской области. Работал в отделе вооружения ОКБ Н. И. Камова. Умер 29 июня 2003 года. Похоронен на Старом Люберецком кладбище.

## Награды
- Медаль «Золотая Звезда» Героя Советского Союза (6.03.1945);
- орден Ленина (6.03.1945);
- пять орденов Красного Знамени (3.12.1942, 2.10.1943, 23.05.1944, 3.11.1953, 28.09.1956);
- орден Отечественной войны I степени (11.103.1985);
- два ордена Красной Звезды (6.11.1947, 22.02.1955);
- медаль «За боевые заслуги» (3.11.1944);
- медаль «За оборону Кавказа»;
- медаль «За оборону Советского Заполярья»;
- ряд других медалей СССР и РФ.

## Мемориальные места
- Бюст Г. В. Павлова установлен на Аллее героев-авиаторов Северного флота в посёлке Сафоново (в черте города Североморск) Мурманской области.
- Мемориальная доска в его честь установлена на Аллее Славы в городе Ряжск Рязанской области.